# Trọng tôn Ngao
Trọng tôn Ngao (chữ Hán: 仲孙敖,?-613 TCN), hay Công tôn Ngao (公孙敖), Mạnh tôn Ngao (孟孙敖), tức Mạnh Mục bá (孟穆伯), là đại phu của nước Lỗ thời Xuân Thu trong lịch sử Trung Quốc, đồng thời ông cũng là vị tông chủ đầu tiên của Mạnh tôn thị, một trong Tam Hoàn, tức ba dòng họ thế gia chi phối quyền lực nhiều năm ở nước chư hầu này.

## Thân thế
Công tôn Ngao vốn là con của công tử Cơ Khánh Phủ, cháu nội của Lỗ Hoàn công, vị vua thứ 12 của nước Lỗ. Nguyên sau khi Lỗ Trang công qua đời, cha ông là Khánh Phủ làm loạn tranh ngôi nhưng bất thành, bị bức tử. Tuy nhiên gia tộc của Khánh Phủ không bị tuyệt diệt. Lỗ Hi công sau khi lên ngôi, phong cho Công tôn Ngao ở đất Thành, lập ra Trọng tôn thị, cùng với hai thế lực của Quý tôn thị và Thúc tôn thị, trở thành Tam Hoàn của nước Lỗ.

## Sự nghiệp
Năm 645 TCN, Sở Thành vương đem quân tấn công nước Từ, Tề Hoàn công làm bá chủ chư hầu, triệu tập quân 7 nước Tề, Lỗ, Trần, Vệ, Trịnh, Hứa, Tào đánh lui quân Sở, cứu nước Từ. Trọng tôn Ngao dẫn quân hội với các nước cứu Từ, rồi hội chư hầu cùng các nước ở đất Mẫu Khâu.
Năm 627 TCN, Lỗ Hi công mất, Chu Tương vương sai Thúc Phục đến dự lễ tang, Trọng tôn Ngao cùng hai con là Trọng tôn Cốc và Trọng tôn Nạn đến tiếp kiến sứ nhà Chu. Thúc Phục nói với Trọng tôn Ngao rằng Cốc là người kế tự Mạnh tôn thị, còn Nạn là người an táng cho cha, và dự đoán sau này họ Mạnh sẽ trở nên cường thịnh.
Mùa đông năm đó, Trọng tôn Ngao đi sứ nước Tề. Năm sau, nhân Tấn Tương công đánh nước Vệ, Mạnh Mục bá hội cùng Tống Thành công, Trần Cung công và Trịnh Văn công không thần phục nước Tấn nữa.
Trọng tôn Ngao lấy con gái nước Cử là Đái Kỉ sinh Trọng tôn Cốc, lại lấy em gái của Đái Kỉ là Thanh Kỉ sinh Trọng tôn Nạn. Nhưng Đái Kỉ chết trước ông, nên ông đến nước Cử dâng sính lễ và được người nước Cử gả Thanh Kỉ cho. Cũng trong lần đi đó, Trọng tôn Ngao cũng cầu hôn một người con gái nước Cử cho em là Tương Trọng.
Năm 620 TCN, nước Từ đem quân đánh nước Cử, nước Cử cầu cứu nước Lỗ, Trọng tôn Ngao đem quân cứu Cử, đồng thời thay Tương Trọng đón Cử nữ sang. Tuy nhiên ông say mê sắc đẹp của Cử nữ, và hai người lén thông dâm với nhau. Tương Trọng tức giận, xin Lỗ Văn công giúp binh đánh Trọng tôn Ngao, Lỗ Văn công ban đầu đồng ý nhưng sau đó Thúc Trọng Huệ bá can ngăn, nên Lỗ Văn công hoà giải cho anh em Trọng tôn Ngao, và bắt Trọng tôn Ngao trả Cử nữ về nước.
Năm 619 TCN, Chu Tương vương qua đời, Trọng tôn Ngao đến điếu tang, sau phải trốn sang nước Cử để gặp Cử nữ. Người nước Lỗ lập con ông là Trọng tôn Cốc thế tập.
Trọng tôn Ngao ở nước Cử sinh được hai con với Cử nữ, sau nhớ cố quốc, nhờ Trọng tôn Cốc giúp mình về nước. Tương Trọng nghe tin, bắt ông không được tham gia chính sự nữa mới cho về. Ông đành phải chấp nhận để về nước. Tuy nhiên chỉ hai năm sau lại trốn sang nước Cử. Năm 613 TCN, ông lại nhờ Trọng tôn Nạn xin cho mình trở về, tuy nhiên tới tháng 9 năm đó đi tới nước Tề thì bị bệnh mất. Mãi tới năm 612 TCN, thi hài ông mới trở về nước và làm lễ an táng.